# جون هاميلتون بويي
جون هاميلتون بويي (بالإنجليزية: John Hamilton Bowie)‏ هو كيميائي أسترالي، ولد في 16 يوليو 1938.